# Neodon irene
Neodon irene — вид гризунів родини Cricetidae. Вона є ендеміком гірських районів південного Китаю та за зовнішнім виглядом дуже схожа на гірську полівку Сіккіму. Міжнародний союз охорони природи оцінив її статус збереження як такий, що викликає «найменше занепокоєння». Зазвичай зустрічається на альпійських луках та на чагарникових схилах пагорбів. Харчується переважно рослинною їжею.

## Опис
Neodon irene має довжину голови й тулуба від 80 до 108 мм, а хвоста — від 22 до 40 мм. Хутро на спині сірувато-коричневе, низ темно-сірий, а там, де два кольори зустрічаються, є проміжна смуга охристо-коричневого кольору. Верхня поверхня передніх і задніх лап коричнево-біла, а хвіст двоколірний: зверху коричневий, а знизу білий. N. irene дуже схожа за зовнішнім виглядом на N. sikimensis, але вона трохи менша, і їх можна розрізнити, оглядаючи їхні зуби.